# Амилойодин
Амилойодин (amilojodin) — лекарственное средство, продукт присоединения йода к амилодекстрину. Антисептик для наружного и внутреннего применения. Аналогами являются Поливидон-йод, Йокс, Бетадин, Вокадин и др.
Действие препарата основано на медленном высвобождении элементарного йода из комплексного соединения, аддукта йода и некоторых высокомолекулярных органических веществ. Первым препаратом такого типа был так называемый «Синий йод».

## История
Эффект превращения бурого спиртового раствора йода в синий при смешивании с крахмалом известен очень давно, но впервые этот комплекс с лечебной целью использовал В. О. Мохнач. В. О. Мохнач находился в исправительно-трудовых лагерях Управления северо-восточных трудовых лагерей ГУЛАГа СССР в 1940—1941 гг.; там, во время эпидемии дизентерии он впервые применил смесь спиртового раствора йода и картофельных очисток для лечения больных. Ещё в 50-х гг. Мохнач подготовил серию исследований йодистых антисептиков, под названием «Йодистый крахмал», «амилойодин».

## Свойства
Прозрачная жидкость темно-синего цвета, характерного запаха.

## Лекарственные формы
- Водный раствор (1 %) для наружного и внутреннего применения (содержит йода 0,1 г, калия йодида 0,3 г, крахмал 1 г; вода дистиллированная 100 мл).

## Применение

### Показания
Йододефицит, простудные и вирусные заболевания дыхательных путей, заболевания желудочно-кишечного тракта (изжога, запор, несварение, отравление, понос). Широкий спектр примененияХронический тонзиллит, гнойный отит, гнойные хирургические заболевания, трофические и варикозные язвы, термические и химические ожоги.

### Способ применения и дозы
Стандартная схема применения вовнутрь амилойодина или синего йода: принимают 8 ч. ложек 1 раз в день через 30 минут после еды, запивая его простым киселем. Курс лечения — 5 дней, затем еще 5 дней — перерыв.
При йододефиците оптимальной дозой является 5 ч. ложек синего йода в день, а курс лечения — пять дней. Принимают синий йод всегда после еды, примерно через 20-30 минут.
Местно. При хроническом тонзиллите промывают (50 мл) лакуны миндалин и супратонзиллярное пространство, 4-5 промываний с промежутком 2-3 дня; при гнойных отитах ежедневно в течение 2-4 нед закапывают в ухо 5-8 капель; при атрофических ринитах после предварительного размягчения и удаления корок ингалируют в полость носа и глотки 2-3 раза в неделю в течение 2-3 мес; при трофических и варикозных язвах, гнойных раневых поверхностях и инфицированных ожогах, гнойных свищах накладываются рыхлые марлевые повязки, пропитанные препаратом.

### Побочные действия
Йодизм (при длительном применении). При слишком малых дневных дозах (около 1 чайной ложки) патогены могут выработать устойчивые штаммы, поэтому минимальная дозировка назначается от 5 чайных ложек для взрослого человека.